# Spissøya
Spissøya est une île norvégienne du comté de Hordaland appartenant administrativement à Austevoll.

## Description
Rocheuse et couverte d'une légère végétation, elle s'étend sur environ 1,107 km de longueur pour une largeur approximative de 497 m. 
Elle est traversée par la route FV153.